# Tretospora negrii
Tretospora negrii är en svampart som beskrevs av M.B. Ellis 1976. Tretospora negrii ingår i släktet Tretospora och familjen Parodiopsidaceae.   Inga underarter finns listade i Catalogue of Life.